# Бьянкуччи, Эмануэль
Эмануэль Бьянкуччи (исп. Emanuel Biancucchi; род. 28 июля 1988, Росарио, Санта-Фе) — аргентинский футболист, полузащитник.

## Личная жизнь
Родился в 1988 году в городе Росарио. У него есть старший брат Максимилиано Бьянкуччи (р. 1984), который также стал футболистом. Их двоюродный брат — лучший бомбардир в истории сборной Аргентины Лионель Месси (р. 1987).

## Футбольная карьера
Воспитанник клуба «Ньюэллс Олд Бойз». В 2008 году перешёл в молодёжную команду немецкого клуба «Мюнхен 1860». Дебютировал на профессиональном уровне летом 2009 года, выступая за фарм-клуб в Регионаллиге. 17 октября того же года дебютировал за «Мюнхен 1860» во Второй Бундеслиги, появившись в стартовом составе на игру с «Дуйсбургом». Всего сыграл за команду 15 матчей и покинул клуб в феврале 2011 года, перебравшись в испанскую «Жирону», однако в Испании не провёл ни одной игры.
Летом 2011 года Бьянкуччи вернулся в Южную Америку, где подписал контракт с парагвайским клубом «Индепендьенте». В его составе он провёл полтора года и сыграл 49 матчей, в которых забил 9 голов. В 2013 году выступал за другой парагвайский клуб «Олимпия». Затем, с 2014 года выступал в Бразилии, где был игроком клубов Серии А «Баия» и «Васко да Гама». В 2016 году выступал за клуб «Сеара» в Лиге Сеаренсе (чемпионат штата), где провёл 5 матчей. В 2017 году вернулся в Парагвай, где в течение года был игроком клубов «Рубио Нью» и «Хенераль Диас». Также выступал в Перу за команду «Мельгар» в 2018 году. В 2019 году присоединился к «Ньюэллс Олд Бойз», но за клуб не выступал. В 2020 перешёл в клуб бразильской Серии С «Вила-Нова».